# Хум Кошнички
Хум Кошнички (хрв. Hum Košnički) је насељено место у општини Десинић, Крапинско-загорска жупанија, Хрватска.

## Историја
До територијалне реорганизације у Хрватској био је у саставу старе општине Преграда.

## Становништво
У попису становништва из 2011. године, Хум Кошнички је имао 75 становника.
| Број становника према пописима | Број становника према пописима | Број становника према пописима | Број становника према пописима | Број становника према пописима | Број становника према пописима | Број становника према пописима | Број становника према пописима | Број становника према пописима | Број становника према пописима | Број становника према пописима | Број становника према пописима | Број становника према пописима | Број становника према пописима | Број становника према пописима | Број становника према пописима |
| ------------------------------ | ------------------------------ | ------------------------------ | ------------------------------ | ------------------------------ | ------------------------------ | ------------------------------ | ------------------------------ | ------------------------------ | ------------------------------ | ------------------------------ | ------------------------------ | ------------------------------ | ------------------------------ | ------------------------------ | ------------------------------ |
| 1857                           | 1869                           | 1880                           | 1890                           | 1900                           | 1910                           | 1921                           | 1931                           | 1948                           | 1953                           | 1961                           | 1971                           | 1981                           | 1991                           | 2001                           | 2011                           |
| 183                            | 238                            | 226                            | 225                            | 245                            | 280                            | 219                            | 231                            | 245                            | 225                            | 202                            | 179                            | 141                            | 126                            | 105                            | 75                             |

Напомена: До 1900. исказивано под именом Хум.

## Галерија
- Велики Табор, унутрашње двориште
- детаљ дворца